# 龙桥镇 (庐江县)
龙桥镇，是中华人民共和国安徽省合肥市庐江县下辖的一个乡镇级行政单位。

## 行政区划
龙桥镇下辖以下地区：
缺口社区、黄屯社区、安定村、凌安村、新建村、马山村、福兴村、龙桥村、梅林村、曹河村、高山村、夹板村和盆形村。